# فرح عدنان كمال
فرح عدنان كمال طفلة كويتية، شاركت بالتمثيل في طفولتها في مسرحية ون أو تو عام 2024، مع المخرج محمد الحملي، والفنان عبدالرحمن الهزيم وهي الأبنة الخامسة للصانعين المحتوى عدنان كمال وبشاير جمعة وممثلة مسرحية كويتية (مواليد 18 فبراير 2019).

## قائمة العمل
المسرحيات
- ون أو تو (2024-)
- مسرحية الوحش (2025-)